# Uriasz Heep
Uriasz Heep (ang. Uriah Heep) – negatywna postać z powieści Karola Dickensa David Copperfield wydanej w 1850.
Chciwiec i obłudnik, knuje intrygi celem zdobycia majątku swojego pracodawcy. Zdemaskowany i skazany za swe postępki na więzienie wciela się w rolę wzorowego więźnia.
Według niektórych badaczy twórczości Dickensa w postaci Heepa został skarykaturowany Hans Christian Andersen, którego Dickens poznał w czasie jego pobytu w Anglii w 1847 roku.
Imię i nazwisko bohatera jest również nazwą zespołu hardrockowego Uriah Heep.